# Seznam menších bazilik v Česku
Na území České republiky se nachází 16 římskokatolických kostelů nesoucích titul menší bazilika (basilica minor).
| Místo                 | Kostel                                                       | Obrázek                                             | Rok povýšení | Diecéze                   |
| --------------------- | ------------------------------------------------------------ | --------------------------------------------------- | ------------ | ------------------------- |
| Svatá Hora            | bazilika Nanebevzetí Panny Marie                             |                                                     | 1905         | pražská arcidiecéze       |
| Bohosudov             | bazilika Panny Marie Bolestné                                |                                                     | 1924         | litoměřická diecéze       |
| Filipov               | bazilika Panny Marie Pomocnice křesťanů                      |                                                     | 1926         | litoměřická diecéze       |
| Česká Lípa            | bazilika Všech svatých                                       |                                                     | 1927         | litoměřická diecéze       |
| Velehrad              | bazilika Nanebevzetí Panny Marie a svatého Cyrila a Metoděje |                                                     | 1928         | olomoucká arcidiecéze     |
| Břevnov               | bazilika svaté Markéty                                       |                                                     | 1948         | pražská arcidiecéze       |
| Staré Město           | bazilika svatého Jakuba Většího                              |                                                     | 1974         | pražská arcidiecéze       |
| Hostýn                | bazilika Nanebevzetí Panny Marie                             |                                                     | 1982         | olomoucká arcidiecéze     |
| Staré Brno            | bazilika Nanebevzetí Panny Marie                             |                                                     | 1987         | brněnská diecéze          |
| Strahov               | bazilika Nanebevzetí Panny Marie                             |                                                     | 1991         | pražská arcidiecéze       |
| Svatý Kopeček         | bazilika Navštívení Panny Marie                              |                                                     | 1995         | olomoucká arcidiecéze     |
| Jablonné v Podještědí | bazilika svatého Vavřince a svaté Zdislavy                   |                                                     | 1996         | litoměřická diecéze       |
| Frýdek                | bazilika Navštívení Panny Marie                              |                                                     | 1999         | ostravsko-opavská diecéze |
| Vyšehrad              | bazilika svatého Petra a Pavla                               |                                                     | 2003         | pražská arcidiecéze       |
| Žďár nad Sázavou      | bazilika Nanebevzetí Panny Marie a svatého Mikuláše          | bazilika Nanebevzetí Panny Marie a svatého Mikuláše | 2009         | brněnská diecéze          |
| Vinohrady             | bazilika svaté Ludmily                                       |                                                     | 2022         | pražská arcidiecéze       |